# Canadian Western Agribition
Le Canadian Western Agribition est un large marché et foire agricole ainsi qu'un rodéo tenu annuellement en Saskatchewan au Canada au mois de novembre à la place Evraz de Regina.